# Kyle Swann
Kyle Swann, född 1990, är en amerikansk skådespelare. Han är mest känd för rollen som Billy Loomer i Ned's Declassified School Survival Guide.